# Veľká skala (národní přírodní rezervace)
Veľká skala je národní přírodní rezervace v katastrálním území obce Bystričany v okrese Prievidza v Trenčínském kraji. Území bylo vyhlášeno v roce 1984 a jeho rozloha je 59,2 hektaru. Předmětem ochrany je fytogeograficky hodnotná lokalita výskytu reliktní borovice lesní na zvětrávajícím podloží pohoří Vtáčnik.